# 小行星9446
小行星9446（9446 Cicero）是一颗绕太阳运转的小行星，为主小行星带小行星。该小行星于1997年5月3日发现。

## 轨道参数
小行星9446的轨道半长轴为3.1680723 UA，离心率为0.127。